# Guy Bourguignon
Pour les articles homonymes, voir Bourguignon.
 (novembre 2015).
Si vous disposez d'ouvrages ou d'articles de référence ou si vous connaissez des sites web de qualité traitant du thème abordé ici, merci de compléter l'article en donnant les références utiles à sa vérifiabilité et en les liant à la section « Notes et références ».

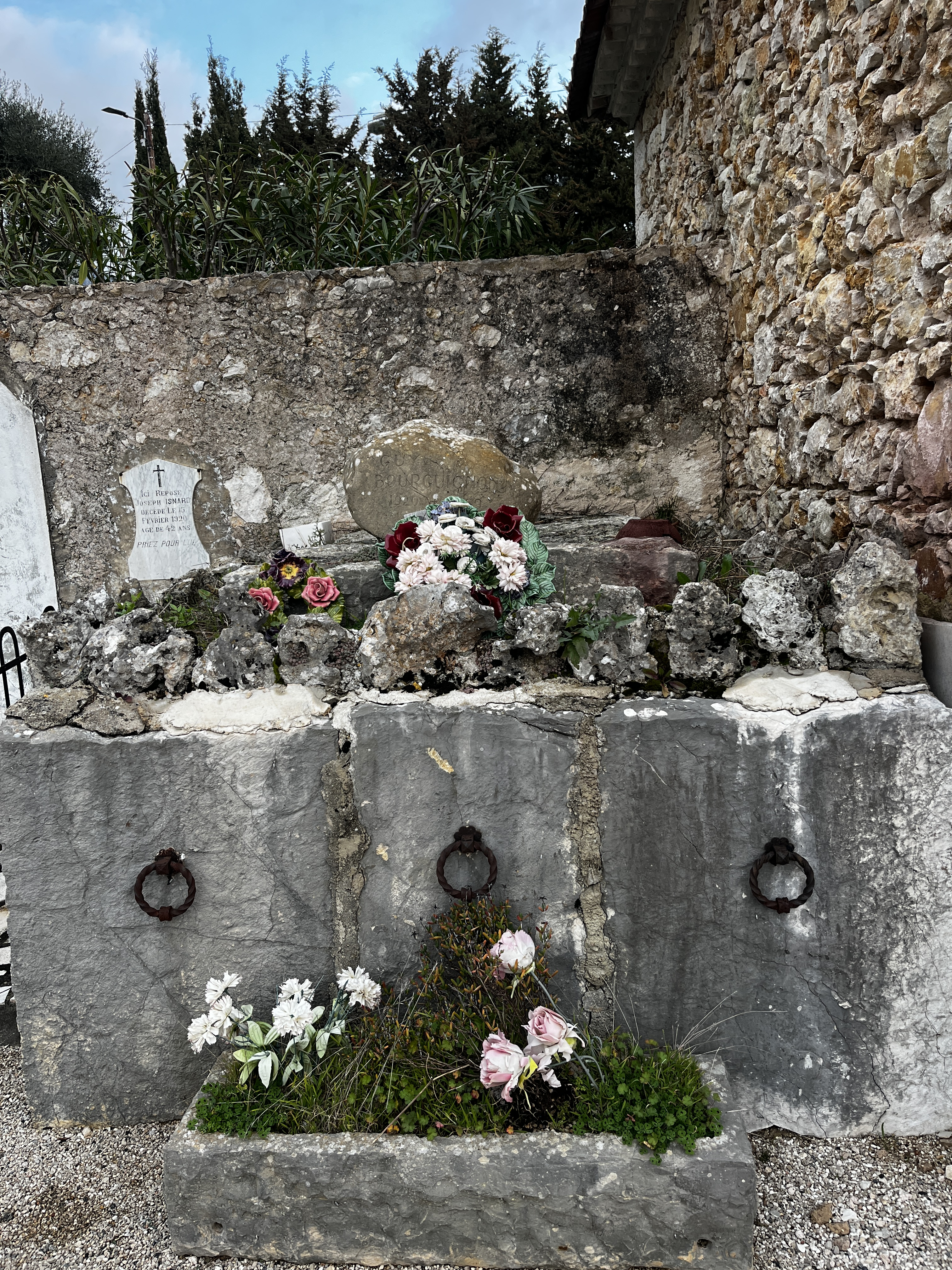
Sépulture de Guy Bourguignon au cimetière de Tourrettes-sur-Loup.

Guy Bourguignon, né le 27 juillet 1920 à Tulle (Corrèze) et mort le 31 décembre 1969 à Suresnes, est la troisième basse du groupe vocal les Compagnons de la chanson.

## Biographie
Il rejoint en 1943 la troupe des Compagnons de la Musique de Louis Liébard juste derrière Jean-Louis Jaubert, Marc Herrand, Jean Albert, Hubert Lancelot et Fred Mella. Il connaissait Jean-Louis Jaubert depuis « Jeunesse et Montagne », un des nombreux chantiers de jeunesse créés par le Régime de Vichy durant l'Occupation. Il est le compagnon d'Odette Laure quelques années, au début des années 1950.
Guy Bourguignon prend en charge tous les aspects de la mise en scène du groupe. Il reste de lui un film consacré aux tournées entreprises par le groupe à travers le monde et illustré par un commentaire de Françoise Dorin : « Quarante mille kilomètres avec les Compagnons de la chanson » qui a connu les honneurs de la télévision durant un Cinq colonnes à la une.
Guy Bourguignon est également l’un des créateurs du bulletin Positions qui, en 1946, traçait la voie à emprunter, juste avant le divorce d’avec Louis Liébard et le départ des Compagnons pour la tournée aux États-Unis un an plus tard.
On l'entend aussi bien à la batterie lors d’un Temps des étudiants de son ami Jean Broussolle qu’aux castagnettes dans La Costa Brava, voire encore au tambour dans Les Écossais, ou au violoncelle comme dans Les Perruques, sa voix basse de choriste accompli ayant manqué à ses partenaires après sa disparition en décembre 1969.
Guy Bourguignon, père de trois enfants, meurt le 31 décembre 1969 à Paris et repose à Tourrettes-sur-Loup. Son épouse Paulette meurt en 2008.